# سینمای تامیل
سینما تامیل (انگلیسی: Tamil cinema) یکی از بخش‌های فیلم‌سازی هند است که مربوط به فیلم‌هایی با زبان تامیلی است.